# 二橋潤一
二橋 潤一（にはし じゅんいち、1950年 - ）は日本の作曲家。

## 経歴
静岡県出身。信愛学園高等学校（現・浜松学芸高等学校）から東京芸術大学に進学し、池内友次郎、宍戸睦郎、矢代秋雄、三善晃に作曲を学んだ。さらにフランスに留学してパリ国立高等音楽・舞踊学校でオリヴィエ・メシアンに師事した。帰国後は洗足学園大学や桐朋学園大学に講師として勤めた。その後北海道教育大学釧路校助教授を経て、2009年に北海道教育大学岩見沢校教授に就任した。2016年北海道教育大学を定年退職。第1回ル・アーブル国際作曲コンクール第2位、第5回マルセル・ジョゼ国際作曲コンクール第1位。

## 主要作品

### オペラ
- 三郎信康

### 管弦楽曲
- ギター協奏曲

### 吹奏楽曲
- 神楽舞

### マンドリンオーケストラ
- 組曲
- 神聖舞踏
- カヴァティーナとロンドカプリチオーソ
- ディヴェルティメント
- 河の情景
- 妖精組曲
- 北の大地にて
- ロココ組曲
- オーロラ組曲
- シンフォニエッタ
- 子供たちのためのレクイエム
- マンドリン協奏曲
- プレクトル・シンフォニー

### ギターオーケストラ
- 海の章

### 室内楽曲
- ホルンとピアノのためのスケルツォ
- ギター四重奏のための「残像」
- マンドリン四重奏曲
- ヴァイオリンとギターのための七つの肖像
- ギターとピアノのための湿原幻想組曲

### ピアノ独奏曲
- バッハの様式によるプレリュードとフーガ

### ギター独奏曲
- 12人の作曲家の様式による小品
- 5つのノスタルジー